# Santiago Benítez
Santiago Benítez (1903–1997) – piłkarz paragwajski, prawy pomocnik.
Przez większość swojej kariery był zawodnikiem klubu Club Olimpia, z którym trzy razy z rzędu sięgnął po mistrzostwo Paragwaju - w 1927, 1928 i 1929
Jako piłkarz klubu Olimpii był w kadrze narodowej na pierwsze mistrzostwa świata w 1930 roku, gdzie Paragwaj odpadł w fazie grupowej. Benítez zagrał tylko w jednym spotkaniu - z Belgią.